# شهرستان رکی
شهرستان رکی (به لهستانی: Powiat Ryki) یک شهرستان در لهستان است که در استان لوبلین واقع شده‌است. شهرستان رکی ۶۱۵٫۵۴ کیلومتر مربع مساحت و ۵۹٬۱۲۹ نفر جمعیت دارد.